# کسلتون، دربی‌شر
کسلتون (به انگلیسی: Castleton) یک روستا و محله مدنی در بریتانیا است که در High Peak واقع شده‌است. کسلتون ۶۴۹ نفر جمعیت دارد.